# トゥルー・ラブストーリー
『トゥルー・ラブストーリー』は、1996年12月13日に、アスキーより発売されたPlayStation用恋愛シミュレーションアドベンチャーゲーム、およびこれを1作目とする、同社およびエンターブレインより発売された、恋愛シミュレーションアドベンチャーゲームシリーズ。

## 作品解説
プレイヤーは高校2年生（『3』のみ中学3年生）の男子生徒となり、ゲーム終了までの間に女生徒と仲良くなり、デートに誘い、最終的には愛の告白をすることを目的とする恋愛ゲームである。
平日は校内を移動して人に会い、イベントを発生させつつ友好度と憧れ度を上昇させていく。友好度が上がれば、下校時に一緒に帰れるようになり、更なるパラメータの上昇が望め、最終的にデートに誘うことが可能になる。
このシリーズ最大の特徴は、下校会話と呼ばれる一種の会話シミュレーションパートであり、ここで好感度を上げ、寄り道デートや休日デートに誘わなければならない。
このほか、登場する女の子が基本的にごく一般的な見た目・性格の等身大の女子生徒として描かれているという点や、当時の恋愛シミュレーションゲームとしては珍しく主人公の育成システムを採用していない点も本シリーズの大きな特徴である。
基本的には、各作品ごとに舞台や登場人物が異なっており、作品ごとに世界観の共有や人物の関係性などはない。

### 『トゥルー・ラブストーリー』発売前後の展開
第1作目の『トゥルー・ラブストーリー』（TLS）が発売された1996年当時は、コナミの『ときめきメモリアル』のヒットに端を発する恋愛ゲーム（ギャルゲー）ブームの中で、同作を模倣した恋愛ゲーム作品が乱発されており、加えて翌年（1997年）に発売を控えていた同ジャンルの作品である『センチメンタルグラフティ』の販促活動が大々的に行われているという状況であった。本作品はこうした状況下で発表されたこともあり、その前評判は決して高いものではなかった。しかし発売後は『ときメモ』などの既存の恋愛ゲームとは異なる、ヒロインとの会話や交流を重視し、素朴でリアリティのある恋愛模様を描いた独自の作風がプレイヤーから評価され、徐々に人気を獲得していった。発売翌年の1997年には、ラジオ番組やドラマCD、小説などによるメディアミックス展開が行われたほか、公式ファンクラブも開設され、会報誌の発行や各種グッズの配布など、精力的な活動が行われた。
『TLS』発売から1年後の1997年12月11日には、プレイヤーの要望に応えて多数の追加要素を収録し、価格を大幅に引き下げた廉価改定版である『トゥルー・ラブストーリー 〜Remember My Heart〜』が発売された。2人の男性キャラクターは、あまり目立せないようにするために声を吹き込んでいなかったが、それを多くの女性ユーザーからの批評を浴びていたことが予想外となり、当時放送していたラジオドラマと同じ声優が担当することになった。

### シリーズ化とその後の展開
1999年1月21日には、舞台や登場人物を一新した続編である『トゥルーラブストーリー2』（TLS2）が発売、同年11月25日には『TLS』『TLS2』を補完する作品である『トゥルーラブストーリー・ファンディスク』（TLSF）が発売され、1990年代末期の恋愛ゲームの衰退期の中でも、人気恋愛ゲームシリーズの一つに成長した。
2001年4月5日には、PlayStation 2用ソフトとして『トゥルーラブストーリー3』（TLS3）が発売されたが、売上や評価は『TLS』『TLS2』に比べて芳しくなかった。
2003年7月24日にはそれまでの作品からキャラクターデザインや雰囲気を一新した続編である『True Love Story Summer Days, and yet...』（TLSS）が発売された。『TLSS』はゲーム本編発売前からCDやOVAの発売が行われるなど、他作品に比べて積極的なメディアミックス展開が行われた。
『TLSS』の発売以降、シリーズとしての続編は制作されず、約7年間展開されたトゥルーラブストーリーシリーズは幕を閉じた。しかし、本シリーズに携わった制作スタッフはその後、本シリーズのシステムを継承した恋愛ゲーム作品をいくつか制作しており、これらが実質的に本シリーズの続編として認識されている（後述）。

## トゥルー・ラブストーリー
『トゥルー・ラブストーリー』はPlayStation用の恋愛ゲーム。略称TLS。発売元：アスキー、開発元：ビッツラボラトリー。初版1996年12月13日発売、税別5800円。Best版1998年11月19日発売、税別2800円。
ギャルゲーバブル最盛期に発売された、恋愛を題材としたゲーム。プレイヤーは青空高校2年生の男子生徒となり、転校までの1ヶ月間に彼女を作ることをゲームの目的とする。テーマは「せつなさ」。
お色気に関してはバストの描写に定評がある。
ゲーム開始時に、プレイする季節（春夏秋冬）と主人公の能力傾向が選択できる。季節によってシナリオの内容や登場するキャラクターが変化し、能力傾向は登場する女性の好みと一致するかどうかで、ゲーム展開に影響する。
全季節共通の5人+各季節限定の1名（つまり、1回のプレイあたり計6名）が攻略対象キャラクターとなる。
「主人公が転校する」というシナリオは本作と次回作『2』の大きな特徴であるが、本シリーズのプロデューサーである杉山イチロウはインタビューの中で、転校の設定は「自分が学生の頃に5回くらい転校をしたり、遠距離恋愛なんかもしていた」という自身の経験や、企画時に挙がった「ゲームの期限を1ヶ月に定める」という提案を受けて生まれたものであると語っている。また、本作品の企画当初のタイトルは『転校』であった。

### 登場人物

#### 全季節共通キャラクター
桂木 綾音（かつらぎ あやね）
声 - 菊池志穂
青空高校2年A組 / 誕生日 : 6月10日 / 身長 : 163cm / 血液型 : AB型 / 3サイズ : B : 81 W : 58 H : 82 / 部活 : 音楽部
本作のメインヒロイン。成績優秀で運動神経もよく、才色兼備。音楽部所属だが、中学時代はテニス部に所属していた。趣味はピアノの演奏とアクアリウムの鑑賞。男性の理想は高い。全季節において風でスカートが捲れるイベントが存在する。（春：冬服＋舞い上がる花びら、夏：夏服、秋：冬服＋舞い上がる落ち葉、冬：冬服）
広瀬 のぞみ（ひろせ のぞみ）
声 - 藤野かほる
青空高校2年C組 / 誕生日 : 5月12日 / 身長 : 158cm / 血液型 : O型 / 3サイズ : B : 83 W : 59 H : 84 / 部活 : 美術部
主人公の幼馴染でクラスメート。美術部所属だが、中学時代はバレーボール部に所属していた。さっぱりした性格で、家事が得意。男性には好きなタイプがないが突出したところもない。夏以外の季節で風でスカートが捲れるイベントが存在する。
後藤 育美（ごとう いくみ）
声 - 豊嶋真千子
青空高校2年B組 / 誕生日 : 10月10日 / 身長 : 167cm / 血液型 : O型 / 3サイズ : B : 82 W : 60 H : 84 / 部活 : 陸上部
陸上部のエース。ポニーテールのスポーツ少女で、一人称は「ボク」。ジャージを愛用しており、学校内では制服ではなく常にジャージを着ている。走ることが大好きで、登下校時もランニングをしている。サッパリしたスポーツマンを好む。
本多 智子（ほんだ ともこ）
声 - 久川綾
青空高校2年D組 / 誕生日 : 2月24日 / 身長 : 162cm / 血液型 : A型 / 3サイズ : B : 86 W : 58 H : 86 / 部活 : 無所属
大人しい眼鏡っ娘文学少女。読書が趣味でもあり、内面的なところに重点を置いている。そのほかの趣味に、花壇の手入れやペットの犬「ココット」の散歩がある。本作では唯一自転車通学をしている。恋に恋するタイプ。礼儀正しく活発な男性を好む。
南 弥生（みなみ やよい）
声 - 丹下桜
青空高校1年A組 / 誕生日 : 3月20日 / 身長 : 152cm / 血液型 : B型 / 3サイズ : B : 78 W : 59 H : 80 / 部活 : テニス部
主人公の妹のクラスメートで親友。主人公にほのかな想いを寄せる。おかっぱ頭の小柄な少女。趣味は占いと、かわいいものを集めること。料理が苦手。恥ずかしがりな性格で性に対する要求は少なく、センスさえバッチリなら他のところはそれほど重視していない。

#### 季節限定キャラクター
春日 千晴（かすが ちはる）
声 - 横山智佐
青空高校2年A組 / 誕生日 : 1月5日 / 身長 : 155cm / 血液型 : A型 / 3サイズ : B : 80 W : 60 H : 64 / 部活 : 無所属
風紀委員をしている少し小柄な眼鏡っ娘。規則にこだわりを持ち、学力と態度に厳しい。お金に細かい。毛虫が苦手。春限定。
天野 みどり（あまの みどり）
声 - 池澤春菜
青空高校2年D組 / 誕生日 : 11月2日 / 身長 : 160cm / 血液型 : B型 / 3サイズ : B : 88 W : 58 H : 86 / 部活 : 英会話部（幽霊部員）
英会話部（幽霊部員）の元気少女。通称「えびてーる」と呼ばれる一本おさげが特徴。天真爛漫で流行を追ったり遊んだりする事を好む。帰宅途中にカラオケボックスやゲームセンターに寄ることも多い。遅刻常習犯で勉強もあまり得意ではない。ヘビやトカゲなどの爬虫類が大好き。男性に求めるのはセンスの良さ。季節限定キャラの中で唯一、風でスカートが捲れるイベントが存在する。夏限定。
草薙 忍（くさなぎ しのぶ）
声 - 緒方恵美
青空高校3年C組 / 誕生日 : 7月25日 / 身長 : 172cm / 血液型 : A型 / 3サイズ : B : 82 W : 59 H : 85 / 部活 : 合気道部
本作で唯一の上級生。背が高く下級生の女生徒に人気がある。大柄で男勝りな合気道部員であり、家が神社で巫女の手伝いをしている。趣味は掃除と宝くじ。犬が苦手。礼儀をわきまえた男性を好む。秋限定。
水谷 由梨香（みずたに ゆりか）
声 - 吉田愛理
白百合女学園2年B組 / 誕生日 : 12月18日 / 身長 : 167cm / 血液型 : B型 / 3サイズ : B : 88 W : 56 H : 84 / 部活 : 水泳部
他校（白百合女学園）の水泳部部長で2年生。冬の間だけ放課後、室内プールを借りに青空高校へ来ている。気の強い性格。趣味はアクセサリーと熊のぬいぐるみを集めること。方向音痴で、猫が苦手。運動神経とセンスに優れた男性を好む。冬限定。

#### サブキャラクター
みさき
声 - 西村ちなみ
青空高校1年A組 / 誕生日 : 3月12日 / 身長 : 158cm / 血液型 : AB型 / 3サイズ : B : 83 W : 60 H : 82 / 部活 : テニス部
主人公の妹で、女の子の情報をくれる。明るく元気な性格であるが、兄である主人公に対しては少々生意気で意地悪な面もある。転校が決まった際に主人公に対して、転校の事実を学校の中では内緒にするように求めた。冬場はどてらを部屋着として着ている。主人公の親友で部の先輩である柳沢修一に憧れている。
三上 冴子（みかみ さえこ）
声 - 井上喜久子
青空高校2年C組担任 / 誕生日 : 4月16日 / 身長 : 166cm / 血液型 : AB型 / 3サイズ : B : 86 W : 58 H : 86 / 部活 : 水泳部、英会話部（顧問）
主人公の担任で英語担当。授業中に英語の問題を当ててくる。既婚者で、一児（男の子、2歳）の母。しゃべり方のテンポはゆっくりしている。

### 主題歌
オープニングテーマ「トゥルー・ラブストーリー 〜恋のように僕たちは〜」
作詞 - 白峰美津子 / 作曲 - 住吉中 / 編曲 - 京田誠一 / 歌 - 仲間由紀恵
本作のCMに、当時まだ女優としてブレイクする前だった仲間由紀恵が制服を着て出演。

## トゥルー・ラブストーリー 〜Remember My Heart〜
『トゥルー・ラブストーリー 〜Remember My Heart〜』は、1997年12月11日に発売されたPlayStation用恋愛ゲーム。『トゥルー・ラブストーリー（TLS）』の内容をベースに、プレイヤーの要望を受けて追加要素や一部システムの変更を加え、値段を大幅に引き下げた廉価改定版。略称TLSR。また、1997年6月26日にWindows 95版もVol.2として発売された。4種類のスクリーンセーバーや時計、ミニゲームなどが収納された「アクセサリBOX」を付け加えて第2弾が発売された。このアクセサリ集は単体で発売することはなかった。
主な追加要素・変更点としては以下のものが挙げられる。
- 通常イベントの追加に加え、各キャラクター毎に季節あたり2種類であったデートイベントが3種類に増加。
- 主人公の妹・みさきとの下校イベント、デートイベントの追加。
- プレイ中にセーブデータのロードが可能となった。
- 男子生徒（大須賀亨、柳沢修一）に声優による音声が追加。
- 主題歌とオープニングアニメーションの変更。
- アルバム機能の追加。
- 隠れキャラクターの追加。

このほかにも、『TLS』にあった一部の台詞の改訂や、特定イベントの発生条件・発生確率の変更などといったマイナーチェンジが行われている。

### 声優追加の登場キャラクター
大須賀 亨（おおすが とおる）
声 - 石川英郎
サッカー部所属の2年生で、主人公の悪友。2年C組。趣味はナンパだが、成功したためしがない。みさきからは「大スカ」と呼ばれ、天野みどりからは、いやらしい視線で見るからという理由で嫌われている。
柳沢 修一（やなぎさわ しゅういち）
声 - 石田彰
テニス部所属の2年生で成績優秀な優等生。2年A組。みさきの憧れの人だが、彼自身は広瀬のぞみに好意を寄せている。

### 追加キャラクター
藤川 さつき（ふじかわ さつき）
隠れキャラクター。校内某所に出現するが、彼女は特定のイベントでしか登場せず、しかもそのイベントの発生確率は極めて低い。本作中では名前は明かされていない。
元々は初代『TLS』の時点で登場が予定されていたが制作の遅れにより実現できず、攻略対象キャラクターとしての登場は次回作の『2』に持ち越されることになった。（『ファンディスク』を除く）シリーズ中で唯一の作品を跨いで登場するキャラクターである。

### 主題歌 (Remember My Heart)
オープニングテーマ「きみとぼくのうた」（ゲームバージョン）
作詞 - 康珍化 / 作曲 - 辻剛 / 編曲 - 京田誠一 / 歌 - 菊池志穂
この曲にはオリジナルバージョンとゲームバージョンの2種類があり（どちらも同じシングルCDに収録）、ゲームバージョンはオリジナルバージョンとはアレンジや一部の歌詞が違う。
エンディングテーマ「ひとりぼっちということ」
作詞 - 康珍化 / 作曲 - 階一喜 / 編曲 - 京田誠一 / 歌 - 菊池志穂

## トゥルーラブストーリー2
『トゥルーラブストーリー2』は、1999年1月21日に発売された、PlayStation用CD-ROM3枚組の恋愛ゲーム。発売元：アスキー、開発元：ビッツラボラトリー。略称TLS2。
1998年10月10日、11日に幕張メッセにて東京ゲームショウのアスキーブースが開催され、その時に体験版が配布された。
3枚のディスクはそれぞれ1学期・2学期・3学期に対応し、プレイ中にディスク交換の必要なくエンディングまでプレイ可能。学期ごとに登場人物と発生するイベント、オープニングムービーなどが異なるバージョン違いとなっている。
前作『TLS』『TLSR』のコンセプトを引き継ぎ、内容の充実を図った続編である。プレイヤーは青葉台高校2年生の男子生徒となり、転校までの約1ヶ月間に彼女を作ることを目的とする。テーマは「いとしさ」。
プレイ開始時に学期と主人公の能力傾向、キーワード3つを選ぶ。能力傾向は攻略対象キャラクターの好みと連動し、出現イベントや友好度・憧れ度の上昇曲線を変化させる。キーワードは得意な話題として下校会話時に使用でき、これも相手の好みによって反応が変化する。
基本的なゲーム進行の流れは前作と同じであるが、本作では攻略する相手に応じて通学手段を「徒歩」「バス」「自転車」「電車」の4つから選択できる。また移動先の選択時には、イベントの発生場所とその確率がマークによって表示される。
本作のデートイベントには前作からの「休日デート」に加え、学期によって内容の異なる「カレンダーデート」（1学期は七夕祭り、2学期は文化祭、3学期は球技大会）と、下校会話から相手を寄り道に誘うことができる「寄り道デート」がある。「カレンダーデート」は3回目の日曜日（18日目）、「休日デート」は4回目の日曜日（25日目）に固定されている。
前作では、会話イベント時に画面中に表示可能なキャラクターは1人までという制約があったが、本作では画面中に2人までキャラクターを表示できるようになり、主人公を含めた3人での会話が行われるようになった。このこともあり、前作ではほとんど無かったキャラクター同士の横のつながりの描写が多く見られる。
本作では中里佳織や瑞木あゆみなどの一部のキャラクターで、特定のイベントを連続して発生させることによってシナリオが進行するシステム（いわゆる「チェーンイベント」）を採用しており、本作以降のシリーズでもこのシステムを採用したキャラクターが登場している。
本作よりタイトルから中黒（・）がなくなっている。

### 登場人物 (2)

#### 全学期共通キャラクター (2)
森下 茜（もりした あかね）
声 - 永野愛
青葉台高校2年2組 / 誕生日 : 10月16日 / 身長 : 162cm / 血液型 : A型 / 3サイズ : B : 84 W : 59 H : 83 / 部活 : バスケット部
本作のメインヒロイン。バスケ部所属の2年生。明るく、誰とでも仲良くなれる性格で男女共に分け隔てなく接する。外見は大きなリボンで後ろ髪を束ねている。成績優秀で運動神経抜群であり、成績では常に学年のTOP20に入っている。主人公を含めた男子生徒からの人気が高く、これまでに多くの生徒から告白されているが、彼女はとある理由により交際を断り続けている。星が好き。歌うことも好き。血液型はA。10月16日生まれの天秤座。電車通学をしている。好みのタイプは、優しい人。3学期の時計広場で春一番にスカートを捲られるイベントがある。
七瀬 かすみ（ななせ かすみ）
声 - 川上とも子
青葉台高校2年4組 / 誕生日 : 5月16日 / 身長 : 156cm / 血液型 : O型 / 3サイズ : B : 85 W : 58 H : 83 / 部活 : 吹奏楽部
吹奏楽部所属でフルート担当の2年生。主人公と同じ団地に住む幼馴染。手芸(ぬいぐるみとパッチワーク)が趣味で、控えめで大人しく健気な性格。人参が嫌い。主人公に密かに想いを寄せている。血液型はO。5月16日生まれの牡牛座。バス通学をしている。好みのタイプは、引っ張ってくれる人。3学期の屋上で春一番にスカートを捲られるイベントがある。前作の広瀬のぞみにかわり「どこか放っておけない存在」として描かれている。
波多野 葵（はたの あおい）
声 - 夏樹リオ
演劇部所属の2年生。かすみとは中学からの親友。寿司屋の娘で、男っぽいさっぱりした性格。意外と器用で、日曜大工や裁縫が得意。血液型はAB。8月10日生まれの獅子座。徒歩通学で、寿司屋らしくまぐろと名づけた犬とよく散歩をしている。好みのタイプは、優しい人。
深山 早苗（みやま さなえ）
声 - 飯塚雅弓
青葉台高校1年2組 / 誕生日 : 11月3日 / 身長 : 158cm / 血液型 : B型 / 3サイズ : B : 81 W : 60 H : 80 / 部活 : 写真部
写真部所属の1年生。君子の親友。好奇心旺盛で色々な事に興味を示すが、いつも転んでばかりいるドジな眼鏡っ娘。前向きで明るい性格で、何にでも感心したりする。写真を撮ることと変わったものを集めるのが趣味。血液型はB。11月3日生まれの蠍座。自転車で通学している。好みのタイプは、器用で頭のいい人。3学期の時計広場で春一番にスカートを捲られるイベントがある。
開発初期の段階では、主人公と同級生でなおかつ2学期限定のキャラクターであった。

#### 学期限定キャラクター (2)
沢田 璃未（さわだ りみ）
声 - 長沢美樹
主人公のクラスへの転入生で前の学校の制服を着ている。訳があり無口で、友達を作ろうとしない。絵と散歩が好き。血液型はAB。8月30日生まれの乙女座。徒歩通学をしている。好みのタイプは、温かい人。学期限定キャラクターの中で唯一風でスカートが捲れるイベントが屋上で発生する。1学期限定。
丘野 陽子（おかの ようこ）
声 - 今井由香
水泳部所属の2年生で100mバタフライ自由形の選手。実家は山奥の農家。現在は兄とふたり暮らし。小柄だがパワフルで、突拍子もないことをする。趣味は寝ること。血液型はO。5月28日生まれの双子座。自転車通学をしている。物事を前向きに考える性格で人見知りはしない。好みのタイプは、一緒にベタベタしてくれる人。制服や私服の下に常にスクール水着を着込んでおり、周りの視線を気にせずにスカートの中を見せつけたり、服を脱いで水着になろうとする大胆な性格。森下茜と同じクラス。1学期限定。
香坂 麻衣子（こうさか まいこ）
声 - 皆口裕子
家庭部所属の3年生。編み物と料理が得意。君子の部活の先輩で、のんびりした天然ボケタイプではあるが、成績優秀。血液型はO。11月18日生まれの蠍座。電車通学をしている。好きなタイプは、頭の回転が速い人。2学期限定。
シナリオ担当のたからやすりによれば、彼女は喋りがゆっくりであるため音声データが全キャラクターの中で最も多く、ディスクの容量を1人で圧迫しているとのこと。
中里 佳織（なかざと かおり）
声 - 浅田葉子
青葉台高校2年1組 / 誕生日 : 3月3日 / 身長 : 149cm / 血液型 : AB型 / 3サイズ : B : 80 W : 58 H : 81 / 部活 : 無所属
主人公のクラスメートで、影の薄い小柄な文化祭実行委員。部活はしていない。読書が好きで、密かに小説を書いている。几帳面で頑固で、始めたことは最後までやり遂げないと気がすまない性格。背が低いことをちょっと気にしている。血液型はAB。3月3日生まれの魚座。バス通学をしている。好みのタイプは、理知的で頼りになる人。2学期限定。
瑞木 あゆみ（みずき あゆみ）
声 - 宮川香月
青葉台高校1年3組 / 誕生日 : 1月29日 / 身長 : 154cm / 血液型 : A型 / 3サイズ : B : 78 W : 56 H : 79 / 部活 : 陸上部 (マネージャー)
1年生の陸上部マネージャー。髪型はストレートヘア。引っ込み思案な性格で、部の先輩である木地本に想いを寄せる。恥ずかしがりで心配性な性格の持ち主。あわてもので早とちりも多い。バイオリンが得意。ぬいぐるみを集めていたりする。血液型はA。1月29日生まれの水瓶座。バス通学をしている。好きなタイプは、かっこよくて優しいスポーツマン。事故ながら胸を揉んでしまうイベントが多い。3学期限定。
風間 こだち（かざま こだち）
声 - 岩男潤子
青葉台高校2年3組 / 誕生日 : 12月31日 / 身長 : 163cm / 血液型 : O型 / 3サイズ : B : 83 W : 57 H : 83 / 部活 : 剣道部
女子剣道部の主将で2年生。真面目で落ち着いた性格だが大人びた印象はない。クリーニング屋の娘で本人曰く、「所帯じみてるっていうのかな」。自分に厳しく何でも一人で解決しようとする傾向があるが、他人には優しい。趣味は料理に陶芸。雑巾作りと掃除が好きなきれい好き。ネズミが嫌いな一面もある。血液型はO。12月31日生まれの山羊座。徒歩通学をしている。好みのタイプは、真面目な人。3学期限定。
開発初期の段階では全学期共通キャラクターであった。

#### 隠れキャラクター (2)
藤川 さつき（ふじかわ さつき）
声 - 石橋千恵
ある条件下で登場する隠れキャラクター。前作『TLSR』で容姿のみ登場していたが、本作では名前が明かされており、攻略対象キャラクターとして登場する。

#### サブキャラクター (2)
君子（きみこ）
声 - 田村ゆかり
主人公の妹。明るくて素直なしっかり者であるが、雷が苦手。家庭部所属の1年生で、主人公に女の子の情報を教える。転校が決まった際に、クラスメートに転校の事実を告げようとするも主人公に口止めさせられた。テレビを見ることと、トランプなどのゲームが好き。趣味は、料理や小物作り。血液型はO。9月24日生まれの天秤座。バス通学をしている。
安藤 桃子（あんどう ももこ）
声 - 南央美
テニス部所属の2年生。波多野葵をライバルとし、事あるごとに対立する。高飛車な性格である一方で、学年の成績上位者に名を連ねるほどの頭の良さを持つほか、1年生の頃には「ミス青葉台1年の部」で2位になるほどの人気であった（1位は森下茜）。
開発段階では「安藤夏樹」という名前の1学期限定キャラクターであり、シナリオも作られていたが最終的に没となってしまい、その後サブキャラクターとして登場することになった。没にならなければ風でスカートが捲れるイベントも存在した。
木地本 岳史（きじもと たけし）
声 - 関智一
陸上部所属の2年生。ナンパな性格だが、友情には厚い。森下茜のクラスメート。瑞木あゆみに好意を寄せられているが、自身は風間こだちに好意を持っている。
実力テストの順位発表の貼り紙で「木地本岳志」と誤植されている。
高林 勇次（たかばやし ゆうじ）
声 - 遠近孝一
科学部所属の2年生。学年でも一、二を争う優等生。森下茜と幼馴染で一緒に通学することがある。七瀬かすみまたは波多野葵に好意を持っている。
風間 健太（かざま けんた）
声 - 阪口大助
風間こだちの弟。サッカー部に所属する1年生。シスコン気味で、姉のこだちと仲良くしているとにらみつけてくる。が、自身は君子に好意を持っている。
麻生 優子（あそう ゆうこ）
声 - 住友七絵
主人公の担任教師。英語の担当で、バスケ部と美術部の顧問。既婚。

### 主題歌 (2)
オープニングテーマ「今日も明日もいつもの道で」
作詞 - 白峰美津子 / 作曲 - 上野義雄 / 編曲 - 京田誠一 / 歌 - 菊池志穂
1学期、2学期、3学期でオープニングの映像は違うが、曲自体は全部同じ。
エンディングテーマ「スカートのポケット」
作詞 - 康珍化 / 作曲 - 山川恵津子 / 編曲 - 京田誠一 / 歌 - 菊池志穂
この曲は、1990年11月21日に発売された円谷優子のアルバム「19,20」に収録されている同名の曲がオリジナルであり、本曲ではオリジナル版の一部の歌詞を学校生活らしいものに変更している。

## トゥルーラブストーリー・ファンディスク
『トゥルーラブストーリー・ファンディスク』は、1999年11月25日に発売された、PlayStationおよびPocketStation用のミニゲーム+画像集。発売元：アスキー、開発元：ビッツラボラトリー。略称TLSF。シリーズ最後のPlayStation版でもある。
『TLS』・『TLSR』・『TLS2』のイベント画像が閲覧できる他、販促やキャラクターグッズに使用された画像の閲覧、各作品の妹キャラクターとの会話およびデート、PocketStation用ミニゲームのダウンロードなどが可能になっている。
時系列としては主人公が転校したあとであり、本編の後日談的な内容ともいえる。

### 登場人物（R）
みさき
声 - 西村ちなみ
『TLS』『TLSR』に登場した主人公の妹。『TLS』『TLSR』と同様に、どてらを部屋着として着ている。引越し先の家で「マロン」と名付けた犬を飼い始めた。転校先の高校では転校前と同じテニス部に入部した。
君子（きみこ）
声 - 田村ゆかり
『TLS2』に登場した主人公の妹。引越し先の家で「カルビ」と名付けた犬を飼い始めた（名前は波多野葵の飼い犬の「まぐろ」に影響を受けている）。転校前は家庭部に入っていたが、転校先の高校には家庭部がなかったため友達の誘いでバドミントン部に入部した。

## トゥルーラブストーリー3
『トゥルーラブストーリー3』は、2001年4月5日に発売された、PlayStation 2用の恋愛ゲーム。略称TLS3。
本作は前作までとは異なり、舞台を高校から中学校に移し、プレイヤーは美空中学校3年生の男子生徒となり、中学卒業までの1年間をプレイ期間とする。ゲームの目標自体は変わらず彼女を作ること。プレイ期間の延長に伴い新たに「やる気度」というパラメータが導入され、これが低下するとイベントの発生率が低下する。また、学校内の移動先選択回数が1日1回と減っているなど前作までと変化した点も多い。今作の下校会話は、姉のかなめや友達などが途中参加し3人で行われることもある。
この『3』はゲームシステムにおいて従来のシリーズから変化した部分が多かったことに加え、「こういう恋愛ゲームでの中学生というのはまだ幼い」といった意見や、制作会社の再編による開発の遅れなどもあり、セールス的には振るわなかった。

### 登場人物（3）

#### キャラクター
蒼月 たかね（あおつき たかね）
声 - たかはし智秋
本作のメインヒロイン。3年1組。放送部員で、主人公のクラスメート。姉のかなめとは親友同士。文武両道の心優しい美少女。実家は花屋。誕生日は6月30日、9月18日、11月28日、1月20日のいずれかランダム。血液型はO型。
佐伯 梢（さえき こずえ）
声 - 吉川由弥
美術部所属。3年5組。小柄だが性格的にはお姉さんタイプ。家事全般も得意。普段は心優しいが、怒ると怖い。遊季、翼子とは親友。誕生日は6月30日、9月18日、11月28日、1月20日のいずれかランダム。血液型はAB型。
紺野 遊季（こんの ゆうき）
声 - 野上ゆかな
ソフトボール部所属。3年5組。元気でノリが良く、行動的。わがままな小悪魔少女。梢とは幼稚園からの親友であり時々からかって遊んでいる。勉強もスポーツも得意。無類のプリン好き。誕生日は6月30日、9月18日、11月28日、1月20日のいずれかランダム。血液型はAB型。
工藤 翼子（くどう つばさこ）
声 - 豊口めぐみ
水泳部所属。3年3組。体力自慢で大食い、かつ大ボケ。女の子らしくすることは苦手。非常に大らかで憎めない。誕生日は6月30日、9月18日、11月28日、1月20日のいずれかランダム。血液型はB型。
柳瀬 里佳（やなせ りか）
声 - 村井かずさ
主人公の幼馴染。3年4組。真面目で几帳面な性格。3年ほど前から仲が険悪になり、ろくに口もきかない。バレー部所属。血液型はB型。
本条 笑（ほんじょう えみ）
声 - 山本麻里安
主人公のクラスの転校生。いつも笑顔で、周囲にすぐうちとけていくように見えるが、その笑顔の裏には秘密がある。血液型はA型。
真弓 千鶴（まゆみ ちづる）
声 - 小松里賀
本作の隠れキャラクター。主人公の行動に応じて手紙を寄越す。
かなめ
声 - 大谷育江
主人公の双子の姉。3年5組。バレー部所属。主人公に女の子の情報をくれる本作の肉親キャラ。勉強も運動もそつなくこなし、明るく社交的で友人も多い。11月2日生まれの蠍座。血液型は不明。
久保田 実（くぼた みのる）
声 - 岸尾大輔
主人公の親友で小学校以来の付き合い。3年1組。卓球部に所属している。軽い性格だが憎めない男。校内の女子の情報に精通している。幼なじみの結由子を避けている。
三宮 太一（さんのみや たいち）
声 - 遠藤真
主人公の親友。3年5組。野球部員であり、同じ部活になった主人公と仲良くなった（主人公は足の負傷の為退部している）。体力にだけは自信あり。大食漢でもあり諸々のイベントの度に食べてばかりいる。佐久間先生にあこがれている。熱血漢。血液型はAB型。
二階堂 時子（にかいどう ときこ）
声 - 芳野美樹
成績優秀な眼鏡っ娘生徒会長。3年2組。才色兼備で人から賞賛されることが好き。しかし、融通が効かず困ると自分勝手な性格に豹変する。主人公に成績トップを奪われると激怒する（ただし最初だけ）。高飛車で負けず嫌いなため、主人公を１年生の頃からライバル視している。普段は他の子に勉強を教えていたりするなど面倒見がよい。血液型はA型。
和泉 結由子（いずみ ゆゆこ）
声 - 那須めぐみ
公立中学に通う小学校時代の友人。実に好意を持っているが邪険にされている。非常に内気で心配性な大人しい性格。しかし、まれに大胆な行動に出ることもある。
小野寺 まどか（おのでら まどか）
声 - 千葉千恵巳
バレー部の1年生。部の先輩であるかなめを異常なまでに慕っている。元気で人懐っこいが好き嫌いが激しい。血液型はO型。
辻村 隼人（つじむら はやと）
声 - 伊藤健太郎
女子生徒に人気が高い男性教員。奇数回目のプレイに登場。
佐久間 さくら（さくま さくら）
声 - 田中潤
主人公の担任。いつも辻村先生を探している。偶数回目のプレイに登場。
ファンクラブ会長
声 - 森訓久
蒼月たかねファンクラブ（本人非公認）の会長。主人公に何かと言いがかりをつけてくる。
住田 時雨（すみだ しぐれ）
特定の条件下で出現する隠れキャラクター。
蒼月 圭吾（あおつき けいご）
声 - 岸尾大輔
たかねの兄で大学3年生。かなめの憧れの人。
白石 美鈴（しらいし みすず）
声 - 田中潤
圭吾の彼女で同じく大学3年生。時子の家庭教師でもある。
美坂 綾菜（みさか あやな）
声 - 永野愛
主人公が以前に憧れていた1つ上の先輩で、現在は高校1年生。2周目以降に登場する。

### 主題歌（3）
オープニングテーマ「My Hometown」
作詞 - ドン・マッコウ / 作・編曲 - 岩垂徳行 / 歌 - たかはし智秋
エンディングテーマ「School book」
作詞 - ドン・マッコウ / 作・編曲 - 岩垂徳行 / 歌 - 大谷育江
エンディングテーマ「美空中学校校歌」
作詞 - ドン・マッコウ / 作・編曲 - 岩垂徳行 / 歌 - たかはし智秋・吉川由弥・ゆかな・豊口めぐみ・大谷育江
劇中歌「Lonely Highway」
作詞 - ドン・マッコウ / 作・編曲 - 岩垂徳行 / 歌 - 大谷育江

### 関連商品（3）
- トゥルーラブストーリー3 オリジナルサウンドトラック（2001年5月23日）
- トゥルーラブストーリー3 ボーカルコレクション（2001年11月7日）
- トゥルーラブストーリー3 ドラマCD Term.1 - 4（2001年）

## True Love Story Summer Days, and yet...
『True Love Story Summer Days, and yet...』（トゥルーラブストーリー・サマーデイズ・アンドイェット）は、PlayStation 2用の恋愛ゲーム、略称TLSS。2024年現在、シリーズ最後の作品となる。

### 概要
本作はタイトル表記をアルファベットとして、前作までとは違うイメージを打ち出している。舞台は久夏（ひさか）高校。ゲームに明確な終了期間は設定されず、永遠に終わらないように見える夏の中で恋を育み、彼女を作る事が目的となる。
基本システムは『TLS2』のそれに近くなっているが、新たな特徴として「今日の目標」が提示されるようになり、これが行動選択の指針となる。目標の中には、ヒロインごとに固有のものもあるが、半数近くは"○○さんと会おう"といった具合に共通のものも含まれている。目標を達成する前に別の目標が提示されることがある。これは女の子と頻繁に会って親密になると、同じストーリーレベルでもより簡単な目標に変化するためである。また、1日の終わりに「今日をやり直す」という選択肢が選べるようになり、これまでよりプレイアビリティが増している。
本作では、メインキャラクターそれぞれに2種類のシナリオが用意されている（隠れキャラクターは1シナリオのみ）。出会いのパターンによってどちらのストーリーラインに進むかが決定され、以降、分岐・交差する事はない。
女の子の関係の目安となるのがストーリーレベル。知り合った初期値の0から6までの7段階が用意されている。ストーリーレベルは「るりチェック」のアイコンの大きさで確認することができる。
また、下校会話で使用する話題にレベルの概念が加わり、レベルの高低で会話による感情の変化量が影響される。話題レベルを上げるためには、イベント外の通常遭遇で登場キャラクターと会話することで、話題ごとの経験値を溜めていく必要がある。
なお、前作までのキャラクターデザイナー松田浩二の引退に伴い、本作では高山箕犀がキャラクターデザインを担当している。
シリーズにおいて本作のみ、携帯電話でプレイするためのアプリケーション版が存在し、以下に挙げるオリジナルとの大きな差異がある。これは移植の際に、シナリオと台詞に大幅な改訂が為された理由による。
- プレイシステムは無印に準拠し、二つのシナリオが存在しない。シナリオ内容は、オリジナルの二つを混在させたものとなっている。その為、オリジナルに存在する、ヒロインをターゲットとした目標の設定とその再挑戦が不可能となっている。
- ゲーム自体が上記の同じシステムで二つの物語に分割され、それぞれヒロインのヘアスタイルにより「ロングヘア編」と「ショートヘア編」として、別々にリリースされている。

本作ゲーム中には、ボーカル曲は使用されていない。

### 登場人物（Summer Days, and yet...）
携帯アプリ版におけるロングヘア編登場キャラクターはL、ショートヘア編登場キャラクターはSと併記。
楠瀬 緋菜（くすのせ ひな）：L
声 - 桑谷夏子
10月7日生まれ。本作のメインヒロイン。2年A組。テニス部に所属している。ツインテールにした髪型が特徴。明るく素直な性格で男子生徒の人気が非常に高く、誠太郎曰く「お宝生写真売り上げナンバーワン」との事。スポーツは得意だが何もない所でもよく転んでしまうドジな面もある。高い所が大好き。
向井 弥子（むかい やこ）：S
声 - 折笠富美子
5月8日生まれ。1年B組。水泳部に所属している。主人公の幼なじみで高校入学に伴い4年ぶりに再会した。かなり生意気な性格で、何かと主人公に突っかかる。口癖は「バッカみたい！」。過去のニックネームは「やっこ」だった。スイカが大好物。
桐屋 里未（きりや さとみ）：S
声 - 笹島かほる
6月30日生まれ。2年B組。いつも自転車に乗っていて、人を寄せ付けない独特な雰囲気を持つ。鍛え上げられた太腿を持ち運動神経抜群。団体行動が大の苦手なのでよく授業をさぼっている姿が見られる。
篠坂 唯子（しのさか ゆいこ）：L
声 - 松来未祐
6月6日生まれ。2年C組。細身の眼鏡っ娘で、いわゆる不思議系少女。何故か真夏でも長袖を着用している。運動をするのは苦手だが見るのは好きらしい。血を見るのが好きという物騒な一面もある。魚が好物だが肉はほとんど食べない。
神谷 菜由（かみや なゆ）：S
声 - 松岡由貴
2月14日生まれ。2年E組。コンピューター部部長（女子部員は彼女のみ）。小柄だがパワフルで、「わがまま姫」の異名を持つ。権力が大好きと広言し、将来の夢は社長になる事。大食いらしく、好きな言葉は「食べ放題」と「おかわり自由」。
有森 瞳美（ありもり ひとみ）：L
声 - かかずゆみ
3月12日生まれ。3年A組。主人公の姉・るりの親友でもあり、主人公も憧れている才色兼備な学園のマドンナ。趣味は音楽鑑賞でクラシックからハードロックまで何でもOKとの事。バイオリンの演奏も得意。甘い物全般が好物で本人曰く「あんみつなら何杯でも食べられる」との事。先輩キャラのスカートが捲れるのは彼女が最初である。
？？？？
声 - 門脇舞
12月7日生まれ。2年D組。本作の隠れキャラクター。「すごく普通」と自称する目立たない少女。プレイする度に姓が佐藤 or 鈴木 or 田中、名が昭子 or 宏子 or 恵子の、3×3の組合せで合計9通りにランダムに変化する。普通ゆえに、突風が吹いても「漫画じゃないんだからそう都合よくスカートが捲れたりしない」とお約束の展開にはならないが、下校イベントで彼女の足元に寝転んでスカートの中をのぞくイベントが代わりにある。
るり
声 - 茂呂田かおる
9月23日生まれ。3年A組。主人公の1歳上の姉。ハンドボール部に所属。女の子の情報を教えてくれる。弟をからかうのが趣味で、人使いが非常に荒く主人公が逆らうと暴力を振るう事もしばしば。
百道 誠太郎（ももち せいたろう）
声 - 成瀬誠
2年D組（主人公と同じクラス）。主人公の友人。写真部所属で眼鏡をかけている。黙っていれば美形だがいつも「お宝生写真」を狙って可愛い女子生徒や女性教師を付け回しており、アニメ版では「女の敵」と言われて女生徒に追いかけられている姿が見られる。女の子以外の写真を撮影するのは嫌い。
曜子（ようこ）、宮里 千帆（みやさと ちほ）、姫野 まひる（ひめの まひる）、刀根 渚（とね なぎさ）
サブキャラクター。曜子だけはアニメ版で古内という名字がつき、キーキャラクター扱いをされた。

### OVA
2003年から2004年にかけて、本作を元にしたOVA全3巻がケイエスエスより発売された。

#### オリジナルキャラクター
森崎 勇太（もりさき ゆうた）
声 - 荒井隆之
本作の主人公。ゲームにおけるプレイヤー（るりの弟）に該当する。楠瀬緋菜に想いを寄せている。
古内 曜子（ふるうち ようこ）
声 - 石川静（アニメのみ）
楠瀬緋菜の親しい友人。年上の恋人がいる。なお、ゲームにおいても存在は設定されており、緋菜のイベントで台詞のみ登場する。

#### 主題歌（OVA）
オープニングテーマ「Sweet Connection」
作詞 - u=ar=oK / 作曲 - 山口由子 / 編曲：磯江俊道 / 歌 - 桑谷夏子
エンディングテーマ「さよならのまがりかど」
作詞 - u=ar=oK / 作曲 - 村上美香 / 編曲 - 鶴谷崇 / 歌 - 桑谷夏子・折笠富美子・笹島かほる・松来未祐・松岡由貴・かかずゆみ

#### スタッフ（OVA）
- プロデューサー - 大宮三郎、中西孝、大口豊
- 監督・絵コンテ - うえだひでひと
- 脚本 - たきもとまさし、林直孝
- キャラクターデザイン・総作画監督 - 岡辰也
- 美術監督 - 片平真司
- 撮影監督 - 樋口哲治
- 音響監督 - 飯塚康一
- 音楽制作 - サイトロン・デジタルコンテンツ
- アニメーション制作 - ピクチャーマジック、A-Line
- 製作 - ケイエスエス

## ラジオ
- 『RADIOトゥルー・ラブストーリーパジャマでいっしょにネ』 - 綾音役の菊池志穂と、みどり役の池澤春菜をパーソナリティーに、文化放送で毎週木曜日26時30分から27時まで放送。期間は1997年4月10日から10月2日。
- 『RADIOトゥルー・ラブストーリー』 - RADIOトゥルー・ラブストーリーパジャマでいっしょにネの続編。文化放送で毎週日曜日21時から21時30分まで放送。期間は1997年10月12日から1998年3月29日。
- 『みさきの部屋においでよ』 - みさき役の西村ちなみをパーソナリティーに、StationGAIAにて配信されたネットラジオ。当時のネットラジオとしては珍しい、生での配信であった。灯里・藍華・アリスのARIA The STATION Neo VENEZIA INFORMALEのCDにて、新録音の「みさきの部屋へおいでよReloaded」を収録。
- 『トゥルーラブストーリー3 翼子の大盛りでいこう！』 - 翼子役の豊口めぐみをパーソナリティーに、ファミ通.comにて配信されたネットラジオ。
- 『小倉優子のラジオトゥルーラブストーリーウキウキりんこだプー！』 - 小倉優子をパーソナリティーに、文化放送で放送。
- 『夏子と未祐のRadioトゥルーラブストーリー サマーデイズないと』 - 緋菜役の桑谷夏子と、唯子役の松来未祐をパーソナリティに、文化放送で毎週木曜日26時30分から27時まで放送。期間は2003年10月から2004年。

| 文化放送 日曜ナイターオフ 21時枠 | 文化放送 日曜ナイターオフ 21時枠                           | 文化放送 日曜ナイターオフ 21時枠                                                                                 |
| 前番組                           | 番組名                                                     | 次番組 |
| -------------------------------- | ---------------------------------------------------------- | --- |
| 尾崎・ターザンのロボタッグ!!     | RADIOトゥルー・ラブストーリー （1997年10月 - 1998年3月）   | 佐竹・林原の無法塾                                                                                               |
| 文化放送 木曜26:30 - 27:00       |                                                            | |
| -                                | 夏子と未祐のRadioトゥルーラブストーリー サマーデイズないと | 超ULTRA電脳学院★山桜ベイベー （山川恵理香・桜木睦子） ↓ 松来未祐と金田朋子の RADIOデコピンないと2 ※26:00 - 27:00 |

## 備考
『TLSS』発売後、「トゥルーラブストーリー」シリーズの制作関係者が、それぞれ別に『true tears』（ゲームクラブ・La'cryma）／『キミキス』『アマガミ』（エンターブレイン・ビッツラボラトリー）を制作している。また、キャラクターデザインなどを担当している『高山箕犀』原案の関連作『セイレン』が放送。
シナリオで携わっていた杉山イチロウは、キミキスまで同スタッフで携わった後、新たに『フォトカノ』『レコラヴ』『LoveR』をプロデュースおよび制作している。また、同プロデューサーによる乙女ゲーム『トゥルーフォーチュン』に同様のシステムが取り入れられている。
シリーズの全作品で音楽製作を担当した岩垂徳行は、その後もエンターブレインや同社の後身である角川ゲームスが手掛けた恋愛ゲーム作品の音楽製作を担当している。